# Hallwilermeer
Het Hallwilermeer (Duits: Hallwilersee) is een Zwitsers meer op de grens van het kanton Aargau en het kanton Luzern. De oppervlakte van het meer bedraagt ongeveer 10,3 km² en het diepste punt ligt op 47 meter diepte; het meer ligt op een hoogte van 449 m. Direct aan oever liggen de dorpjes Beinwil am See, Meisterschwanden en Seengen. In Seengen, aan de noordkant, staat een 'waterkasteel': Wasserschloss Hallwyl uit 1265.
In 1938 zette Sir Malcolm Campbell het toenmalige snelheidsrecord neer op het water van dit meer (210,66 km/u). Op 11 september 1932 vond op dit meer de eerste kanoslalomwedstrijd plaats.

Hallwilermeer op de nationale kaart van Zwitserland (1:25.000).